# Campionati mondiali di sollevamento pesi 1980
I Campionati mondiali di sollevamento pesi 1980, 54ª edizione della manifestazione, si svolsero a Mosca dal 20 al 30 luglio 1980. Il torneo faceva parte dei Giochi della XXII Olimpiade e, per la quinta volta, erano validi anche per il titolo mondiale. Per la terza volta nell'ambito della competizione olimpica, i titoli mondiali furono assegnati, oltre che nel totale dell'esercizio, anche nelle specialità della disciplina.

## Avvenimenti
Nella gara dei pesi mosca (fino a 52 kg.) quattro atleti sollevarono lo stesso peso complessivo nelle prime quattro posizioni e per stabilire le medaglie si fece ricorso al peso corporeo: il sovietico Kanıbek Osmonaliev vinse la medaglia d'oro poiché pesava 200 grammi meno del nordcoreano Ho Bong-chol, mentre l'altro nordcoreano Han Gyong-si e l'ungherese Béla Oláh, che avevano lo stesso peso (52 kg.), fecero ricorso a un'ulteriore pesatura dopo la gara e il nordcoreano, pesando cento grammi in meno, conquistò la medaglia di bronzo.
Similmente, nella gara dei pesi gallo (fino a 56 kg.) per stabilire la medaglia di bronzo si fece ricorso a un'ulteriore pesatura nel dopo gara tra il polacco Tadeusz Dembończyk e il tedesco dell'est Andreas Letz, che avevano lo stesso peso (55.60 kg). Dembończyk vinse il bronzo perché al secondo rilievo pesava 100 grammi in meno (55.50 kg) di Letz, che si classificò quarto.
Durante le competizioni non venne comminata nessuna squalifica.

## Titoli in palio
| Categoria            | Eventi         | Atleti |
| -------------------- | -------------- | ------ |
| Pesi mosca           | Fino a 52 kg   | 18     |
| Pesi gallo           | Fino a 56 kg   | 21     |
| Pesi piuma           | Fino a 60 kg   | 18     |
| Pesi leggeri         | Fino a 67.5 kg | 20     |
| Pesi medi            | Fino a 75 kg   | 16     |
| Pesi massimi leggeri | Fino a 82.5 kg | 19     |
| Pesi mediomassimi    | Fino a 90 kg   | 18     |
| Pesi massimi primi   | Fino a 100 kg  | 18     |
| Pesi massimi         | Fino a 110 kg  | 13     |
| Pesi supermassimi    | Oltre i 110 kg | 12     |

## Calendario eventi
Le dieci gare erano distribuite in undici giorni, con una pausa il 25 luglio.
| Giorno→ Categoria ↓ | Do 20 | Lu 21 | Ma 22 | Me 23 | Gi 24 | Ve 25 | Sa 26 | Do 27 | Lu 28 | Ma 29 | Me 30 |
| ------------------- | ----- | ----- | ----- | ----- | ----- | ----- | ----- | ----- | ----- | ----- | ----- |
| 52 kg               | ●     |       |       |       |       |       |       |       |       |       |       |
| 56 kg               |       | ●     |       |       |       |       |       |       |       |       |       |
| 60 kg               |       |       | ●     |       |       |       |       |       |       |       |       |
| 67,5 kg             |       |       |       | ●     |       |       |       |       |       |       |       |
| 75 kg               |       |       |       |       | ●     |       |       |       |       |       |       |
| 82,5 kg             |       |       |       |       |       |       | ●     |       |       |       |       |
| 90 kg               |       |       |       |       |       |       |       | ●     |       |       |       |
| 100 kg              |       |       |       |       |       |       |       |       | ●     |       |       |
| 110 kg              |       |       |       |       |       |       |       |       |       | ●     |       |
| +110 kg             |       |       |       |       |       |       |       |       |       |       | ●     |

## Nazioni partecipanti
Le nazioni che hanno partecipato ai campionati furono 40 per un totale di 173 atleti partecipanti. Tra questi, la suddivisione continentale è la seguente: 119 atleti europei, 17 americani, 6 africani, 26 asiatici e 5 oceaniani. Tra parentesi i partecipanti per nazione.
- Algeria (3)
- Australia (5)
- Austria (3)
- Belgio (3)
- Birmania (1)
- Brasile (2)
- Bulgaria (10)
- Cecoslovacchia (10)
- Corea del Nord (5)
- Cuba (9)
- Danimarca (1)
- Finlandia (7)
- Francia (4)
- Germania Est (9)
- Grecia (5)
- Guatemala (1)
- India (2)
- Iraq (5)
- Islanda (3)
- Italia (3)
- Jugoslavia (2)
- Libano (2)
- Libia (2)
- Messico (3)
- Mongolia (3)
- Nepal (2)
- Nigeria (2)
- Polonia (10)
- Portogallo (1)
- Regno Unito (10)
- Rep. Dominicana (1)
- Romania (10)
- San Marino  (1)
- Siria (4)
- Svezia (6)
- Svizzera (1)
- Ungheria (10)
- Unione Sovietica (10)
- Venezuela (1)
- Zimbabwe (1)

## Risultati
Nell'ambito dei campionati, furono stabiliti dodici record mondiali: sei nel totale dell'esercizio (dei quali uno tra gli under-20) e sei nelle specialità singole.
| Evento             | Oro                | Oro              | Argento            | Argento          | Bronzo             | Bronzo           |
| 52 kg (Dettagli)   | 52 kg (Dettagli)   | 52 kg (Dettagli) | 52 kg (Dettagli)   | 52 kg (Dettagli) | 52 kg (Dettagli)   | 52 kg (Dettagli) |
| ------------------ | ------------------ | ---------------- | ------------------ | ---------------- | ------------------ | ---------------- |
| Strappo            | Ho Bong-chol       | 110,0 kg         | Han Gyong-si       | 110,0 kg         | Béla Oláh          | 110,0 kg         |
| Slancio            | Kanıbek Osmonaliev | 137,5 kg         | Stefan Leletko     | 135,0 kg         | Ho Bong-chol       | 135,0 kg         |
| Totale             | Kanıbek Osmonaliev | 245,0 kg         | Ho Bong-chol       | 245,0 kg         | Han Gyong-si       | 245,0 kg         |
| 56 kg (Dettagli)   |                    |                  |                    |                  |                    |                  |
| Strappo            | Daniel Núñez       | 125,0 kg         | Tadeusz Dembończyk | 120,0 kg         | Imre Stefanovics   | 115,0 kg         |
| Slancio            | Yourik Sargsyan    | 157,5 kg         | Andreas Letz       | 150,0 kg         | Daniel Núñez       | 150,0 kg         |
| Totale             | Daniel Núñez       | 275,0 kg         | Yourik Sargsyan    | 270,0 kg         | Tadeusz Dembończyk | 265,0 kg         |
| 60 kg (Dettagli)   |                    |                  |                    |                  |                    |                  |
| Strappo            | Viktor Mazin       | 130,0 kg         | Stefan Dimitrov    | 127,5 kg         | Marek Seweryn      | 127,5 kg         |
| Slancio            | Stefan Dimitrov    | 160,0 kg         | Viktor Mazin       | 160,0 kg         | Marek Seweryn      | 155,0 kg         |
| Totale             | Viktor Mazin       | 290,0 kg         | Stefan Dimitrov    | 287,5 kg         | Marek Seweryn      | 282,5 kg         |
| 67,5 kg (Dettagli) |                    |                  |                    |                  |                    |                  |
| Strappo            | Janko Rusev        | 147,5 kg         | Daniel Senet       | 147,5 kg         | Joachim Kunz       | 145,0 kg         |
| Slancio            | Janko Rusev        | 195,0 kg         | Joachim Kunz       | 190,0 kg         | Minčo Pašov        | 182,5 kg         |
| Totale             | Janko Rusev        | 342,5 kg         | Joachim Kunz       | 335,0 kg         | Minčo Pašov        | 325,0 kg         |
| 75 kg (Dettagli)   |                    |                  |                    |                  |                    |                  |
| Strappo            | Asen Zlatev        | 160,0 kg         | Nedelčo Kolev      | 157,5 kg         | Oleksandr Pervij   | 157,5 kg         |
| Slancio            | Oleksandr Pervij   | 200,0 kg         | Asen Zlatev        | 200,0 kg         | Nedelčo Kolev      | 187,5 kg         |
| Totale             | Asen Zlatev        | 360,0 kg         | Oleksandr Pervij   | 357,5 kg         | Nedelčo Kolev      | 345,0 kg         |
| 82,5 kg (Dettagli) |                    |                  |                    |                  |                    |                  |
| Strappo            | Jurij Vardanjan    | 177,5 kg         | Blagoj Blagoev     | 175,0 kg         | Dušan Poliačik     | 160,0 kg         |
| Slancio            | Jurij Vardanjan    | 222,5 kg         | Dušan Poliačik     | 207,5 kg         | Jan Lisowski       | 205,0 kg         |
| Totale             | Jurij Vardanjan    | 400,0 kg         | Blagoj Blagoev     | 372,5 kg         | Dušan Poliačik     | 367,5 kg         |
| 90 kg (Dettagli)   |                    |                  |                    |                  |                    |                  |
| Strappo            | Péter Baczakó      | 170,0 kg         | Rumen Aleksandrov  | 170,0 kg         | Frank Mantek       | 165,0 kg         |
| Slancio            | Péter Baczakó      | 207,5 kg         | Frank Mantek       | 205,0 kg         | Rumen Aleksandrov  | 205,0 kg         |
| Totale             | Péter Baczakó      | 377,5 kg         | Rumen Aleksandrov  | 375,0 kg         | Frank Mantek       | 370,0 kg         |
| 100 kg (Dettagli)  |                    |                  |                    |                  |                    |                  |
| Strappo            | Ota Zaremba        | 180,0 kg         | Igor' Nikitin      | 177,5 kg         | János Sólyomvári   | 175,0 kg         |
| Slancio            | Michael Hennig     | 217,5 kg         | Ota Zaremba        | 215,0 kg         | Igor' Nikitin      | 215,0 kg         |
| Totale             | Ota Zaremba        | 395,0 kg         | Igor' Nikitin      | 392,5 kg         | Alberto Blanco     | 385,0 kg         |
| 110 kg (Dettagli)  |                    |                  |                    |                  |                    |                  |
| Strappo            | Valentin Hristov   | 185,0 kg         | Leonid Taranenko   | 182,5 kg         | György Szalai      | 172,5 kg         |
| Slancio            | Leonid Taranenko   | 240,0 kg         | Valentin Hristov   | 220,0 kg         | György Szalai      | 217,5 kg         |
| Totale             | Leonid Taranenko   | 422,5 kg         | Valentin Hristov   | 405,0 kg         | György Szalai      | 390,0 kg         |
| +110 kg (Dettagli) |                    |                  |                    |                  |                    |                  |
| Strappo            | Sultan Rachmanov   | 195,0 kg         | Rudolf Strejček    | 182,5 kg         | Jürgen Heuser      | 182,5 kg         |
| Slancio            | Sultan Rachmanov   | 245,0 kg         | Tadeusz Rutkowski  | 227,5 kg         | Jürgen Heuser      | 227,5 kg         |
| Totale             | Sultan Rachmanov   | 440,0 kg         | Jürgen Heuser      | 410,0 kg         | Tadeusz Rutkowski  | 407,5 kg         |

## Medagliere

### Grandi (totale)
Riferito al totale dell'esercizio: 8 nazioni sono entrate nel medagliere.
| Posiz. | Nazione          | Oro | Argento | Bronzo | Totale |
| ------ | ---------------- | --- | ------- | ------ | ------ |
| 1      | Unione Sovietica | 5   | 3       | 0      | 8      |
| 2      | Bulgaria         | 2   | 4       | 2      | 8      |
| 3      | Cuba             | 1   | 0       | 1      | 2      |
| 3      | Cecoslovacchia   | 1   | 0       | 1      | 2      |
| 3      | Ungheria         | 1   | 0       | 1      | 2      |
| 6      | Germania Est     | 0   | 2       | 1      | 3      |
| 7      | Corea del Nord   | 0   | 1       | 1      | 2      |
| 8      | Polonia          | 0   | 0       | 3      | 3      |
| Totale | Totale           | 10  | 10      | 10     | 30     |

### Grandi (totale) e Piccole (Strappo e slancio)
Riferito al totale dell'esercizio e delle due specialità: 9 nazioni sono entrate nel medagliere. 
| Posiz. | Nazione          | Oro | Argento | Bronzo | Totale |
| ------ | ---------------- | --- | ------- | ------ | ------ |
| 1      | Unione Sovietica | 14  | 6       | 2      | 22     |
| 2      | Bulgaria         | 7   | 10      | 5      | 22     |
| 3      | Ungheria         | 3   | 0       | 6      | 9      |
| 4      | Cecoslovacchia   | 2   | 3       | 2      | 7      |
| 5      | Cuba             | 2   | 0       | 2      | 4      |
| 6      | Germania Est     | 1   | 5       | 5      | 11     |
| 7      | Corea del Nord   | 1   | 2       | 2      | 5      |
| 8      | Polonia          | 0   | 3       | 6      | 9      |
| 9      | Francia          | 0   | 1       | 0      | 1      |
| Totale | Totale           | 30  | 30      | 30     | 90     |

## Gare

### Fino a 52 kg.
| Pos. | Atleta                       | Peso atleta | Strappo (kg) | Strappo (kg) | Strappo (kg) | Strappo (kg) | Slancio (kg) | Slancio (kg) | Slancio (kg) | Slancio (kg) | Totale |
| Pos. | Atleta                       | Peso atleta | 1            | 2            | 3            | Pos.         | 1            | 2            | 3            | Pos.         | Totale |
| ---- | ---------------------------- | ----------- | ------------ | ------------ | ------------ | ------------ | ------------ | ------------ | ------------ | ------------ | ------ |
|      | Kanıbek Osmonaliev (URS)     | 51.70       | 102.5        | 107.5        | 110.0        | 4            | 132.5        | 137.5        | 142.5        |              | 245.0  |
|      | Ho Bong-chol (PRK)           | 51.90       | 105.0        | 110.0        | 113.0        |              | 135.0        | 140.0        | 140.0        |              | 245.0  |
|      | Han Gyong-si (PRK)           | 52.00       | 105.0        | 110.0        | 113.0        |              | 135.0        | 140.0        | 140.0        | 4            | 245.0  |
| 4    | Béla Oláh (HUN)              | 52.10       | 102.5        | 107.5        | 110.0        |              | 130.0        | 135.0        | 135.0        | 5            | 245.0  |
| 5    | Stefan Leletko (POL)         | 51.70       | 100.0        | 105.0        | 107.5        | 6            | 130.0        | 135.0        | 140.0        |              | 240.0  |
| 6    | Ferenc Hornyák (HUN)         | 52.00       | 102.5        | 107.5        | 110.0        | 5            | 130.0        | 130.0        | 135.0        | 7            | 237.5  |
| 7    | Francisco Casamayor (CUB)    | 51.45       | 97.5         | 102.5        | 105.0        | 7            | 127.5        | 127.5        | 130.0        | 6            | 232.5  |
| 8    | Adyaagiin Jügdernamjil (MGL) | 51.65       | 90.0         | 95.0         | 97.5         | 8            | 117.5        | 122.5        | 122.5        | 9            | 215.0  |
| 9    | Gaetano Tosto (ITA)          | 51.95       | 90.0         | 95.0         | 97.5         | 10           | 112.5        | 117.5        | 120.0        | 8            | 215.0  |
| 10   | Ioannis Katsaindonis (GRE)   | 51.70       | 90.0         | 95.0         | 95.0         | 9            | 112.5        | 117.5        | 117.5        | 12           | 207.5  |
| 11   | Humberto Fuentes (VEN)       | 52.00       | 90.0         | 90.0         | 90.0         | 14           | 117.5        | 127.5        | 127.5        | 10           | 207.5  |
| 12   | Giuseppe Chiapparo (BEL)     | 51.65       | 85.0         | 85.0         | 90.0         | 11           | 110.0        | 115.0        | 115.0        | 13           | 200.0  |
| 13   | Raúl Diniz (PRT)             | 51.60       | 82.5         | 87.5         | 87.5         | 17           | 115.0        | 120.0        | 122.5        | 11           | 197.5  |
| 14   | Imade Kadro (SYR)            | 51.45       | 77.5         | 85.0         | 87.5         | 15           | 105.0        | 110.0        | 110.0        | 15           | 190.0  |
| 15   | Almabruk Mahmud Mahmud (LBY) | 51.95       | 85.0         | 85.0         | 87.5         | 16           | 105.0        | 105.0        | 105.0        | 16           | 190.0  |
| 16   | Durval de Moraes (BRA)       | 51.25       | 80.0         | 85.0         | 85.0         | 18           | 107.5        | 112.5        | 112.5        | 14           | 187.5  |
| —    | Karunagaran Ekambaram (IND)  | 51.90       | 90.0         | 95.0         | —            | 13           | —            | —            | —            | —            | —      |
| —    | Dorjiin Enkhbaatar (MGL)     | 51.65       | 90.0         | 95.0         | 95.0         | 12           | 120.0        | 120.0        | 120.0        | —            | —      |

### Fino a 56 kg.
| Pos. | Atleta                       | Peso atleta | Strappo (kg) | Strappo (kg) | Strappo (kg) | Strappo (kg) | Slancio (kg) | Slancio (kg) | Slancio (kg) | Slancio (kg) | Totale |
| Pos. | Atleta                       | Peso atleta | 1            | 2            | 3            | Pos.         | 1            | 2            | 3            | Pos.         | Totale |
| ---- | ---------------------------- | ----------- | ------------ | ------------ | ------------ | ------------ | ------------ | ------------ | ------------ | ------------ | ------ |
|      | Daniel Núñez (CUB)           | 55.60       | 117.5        | 122.5        | 125.0        |              | 145.0        | 150.0        | 152.5        |              | 275.0  |
|      | Yourik Sargsyan (URS)        | 55.80       | 112.5        | 112.5        | 117.5        | 6            | 150.0        | 155.0        | 157.5        |              | 270.0  |
|      | Tadeusz Dembończyk (POL)     | 55.60       | 115.0        | 120.0        | 122.5        |              | 140.0        | 145.0        | 145.0        | 6            | 265.0  |
| 4    | Andreas Letz (DDR)           | 55.60       | 110.0        | 115.0        | 115.0        | 4            | 145.0        | 150.0        | 152.5        |              | 265.0  |
| 5    | Yang Eui-yong (PRK)          | 55.75       | 107.5        | 112.5        | 115.0        | 5            | 145.0        | 150.0        | 150.0        | 4            | 262.5  |
| 6    | Imre Stefanovics (HUN)       | 55.15       | 110.0        | 115.0        | 115.0        |              | 145.0        | 150.0        | 150.0        | 5            | 260.0  |
| 7    | Gheorghe Maftei (ROU)        | 55.40       | 105.0        | 110.0        | 110.0        | 8            | 142.5        | 147.5        | 147.5        | 7            | 247.5  |
| 8    | Petre Pavel (ROU)            | 55.40       | 105.0        | 105.0        | 105.0        | 9            | 140.0        | 145.0        | 145.0        | 8            | 245.0  |
| 9    | Choe Jong-sop (PRK)          | 55.70       | 100.0        | 105.0        | 110.0        | 11           | 132.5        | 137.5        | 142.5        | 10           | 242.5  |
| 10   | Ioannis Sidiropulos (GRE)    | 55.95       | 102.5        | 102.5        | 107.5        | 15           | 132.5        | 137.5        | 140.0        | 9            | 242.5  |
| 11   | Ahmed Tarbi (ALG)            | 55.55       | 100.0        | 105.0        | 107.5        | 10           | 127.5        | 132.5        | 135.0        | 11           | 240.0  |
| 12   | Abdul Karim Gizar (IRQ)      | 55.85       | 100.0        | 105.0        | 107.5        | 12           | 127.5        | 132.5        | 135.0        | 12           | 240.0  |
| 13   | Arvo Ojalehto (FIN)          | 55.95       | 105.0        | 105.0        | 105.0        | 13           | 132.5        | 137.5        | 137.5        | 14           | 237.5  |
| 14   | Johnny Helsing (SWE)         | 55.85       | 95.0         | 95.0         | 100.0        | 17           | 132.5        | 137.5        | 137.5        | 13           | 232.5  |
| 15   | Pertti Torikka (SWE)         | 55.70       | 100.0        | 105.0        | 105.0        | 16           | 130.0        | 135.0        | 135.0        | 15           | 230.0  |
| 16   | Lorenzo Orsini (AUS)         | 55.15       | 90.0         | 95.0         | 95.0         | 19           | 120.0        | 125.0        | 125.0        | 16           | 220.0  |
| 17   | Ali Shalabi (LBY)            | 55.95       | 85.0         | 90.0         | 95.0         | 20           | 115.0        | 120.0        | 125.0        | 17           | 215.0  |
| 18   | Ashok Kumar Karki (NEP)      | 55.40       | 60.0         | 65.0         | 67.5         | 21           | 80.0         | 80.0         | 80.0         | 18           | 145.0  |
| —    | György Kőszegi (HUN)         | 55.55       | 110.0        | 115.0        | 115.0        | 7            | 142.5        | 142.5        | 142.5        | —            | —      |
| —    | Bruno Lebrun (FRA)           | 56.00       | 105.0        | 110.0        | 110.0        | 14           | 132.5        | 132.5        | 132.5        | —            | —      |
| —    | Tamil Selwan Muniswamy (IND) | 56.00       | 100.0        | 100.0        | 100.0        | 18           | 115.0        | 115.0        | 115.0        | —            | —      |

### Fino a 60 kg.
| Pos. | Atleta                      | Peso atleta | Strappo (kg) | Strappo (kg) | Strappo (kg) | Strappo (kg) | Slancio (kg) | Slancio (kg) | Slancio (kg) | Slancio (kg) | Totale |
| Pos. | Atleta                      | Peso atleta | 1            | 2            | 3            | Pos.         | 1            | 2            | 3            | Pos.         | Totale |
| ---- | --------------------------- | ----------- | ------------ | ------------ | ------------ | ------------ | ------------ | ------------ | ------------ | ------------ | ------ |
|      | Viktor Mazin (URS)          | 59.65       | 122.5        | 127.5        | 130.0        |              | 155.0        | 160.0        | 162.5        |              | 290.0  |
|      | Stefan Dimitrov (BUL)       | 59.40       | 122.5        | 127.5        | 130.0        |              | 152.5        | 152.5        | 160.0        |              | 287.5  |
|      | Marek Seweryn (POL)         | 59.55       | 122.5        | 127.5        | 130.0        |              | 155.0        | 162.5        | 162.5        |              | 282.5  |
| 4    | Antoni Pawlak (POL)         | 59.65       | 120.0        | 120.0        | 125.0        | 6            | 150.0        | 155.0        | 162.5        | 4            | 275.0  |
| 5    | Julio Loscos (CUB)          | 59.70       | 120.0        | 125.0        | 127.5        | 4            | 150.0        | 150.0        | 157.5        | 6            | 275.0  |
| 6    | František Nedvěd (TCH)      | 59.70       | 117.5        | 122.5        | 122.5        | 5            | 147.5        | 147.5        | 150.0        | 7            | 272.5  |
| 7    | Víctor Pérez (CUB)          | 59.40       | 117.5        | 122.5        | 122.5        | 7            | 147.5        | 152.5        | 157.5        | 5            | 270.0  |
| 8    | Gelu Radu (ROU)             | 60.00       | 115.0        | 120.0        | 120.0        | 9            | 150.0        | 150.0        | 157.5        | 8            | 265.0  |
| 9    | Jean-Claude Chavigny (FRA)  | 59.60       | 110.0        | 115.0        | 115.0        | 8            | 140.0        | 150.0        | 150.0        | 9            | 255.0  |
| 10   | Fajsal Matloub Fathi (IRQ)  | 60.00       | 105.0        | 112.5        | 115.0        | 10           | 132.5        | 137.5        | 140.0        | 11           | 252.5  |
| 11   | Mohamed Gouni (ALG)         | 59.65       | 107.5        | 112.5        | 112.5        | 12           | 132.5        | 137.5        | 140.0        | 10           | 247.5  |
| 12   | Geoffrey Laws (GBR)         | 60.00       | 105.0        | 110.0        | 112.5        | 11           | 135.0        | 135.0        | 140.0        | 12           | 245.0  |
| 13   | Faouaz Nadirin (SYR)        | 59.90       | 97.5         | 102.5        | 105.0        | 13           | 122.5        | 127.5        | 130.0        | 12           | 230.0  |
| 14   | Sydney Ikebaku (NGR)        | 59.65       | 90.0         | 97.5         | 102.5        | 15           | 115.0        | 120.0        | 125.0        | 14           | 222.5  |
| 15   | Rajendra Pradhan (NEP)      | 59.20       | 62.5         | 67.5         | 70.0         | 16           | 80.0         | 85.0         | 90.0         | 15           | 152.5  |
| —    | Paulo Batista de Sene (BRA) | 59.65       | 100.0        | 105.0        | 105.0        | 14           | 135.0        | 135.0        | 135.0        | —            | —      |
| —    | Constantin Chiru (ROU)      | 59.60       | 120.0        | 120.0        | 120.0        | —            | —            | —            | —            | —            | —      |
| —    | Jeffrey Bryce (GBR)         | 56.00       | 105.0        | 105.0        | 105.0        | —            | —            | —            | —            | —            | —      |

### Fino a 67,5 kg.
| Pos. | Atleta                         | Peso atleta | Strappo (kg) | Strappo (kg) | Strappo (kg) | Strappo (kg) | Slancio (kg) | Slancio (kg) | Slancio (kg) | Slancio (kg) | Totale |
| Pos. | Atleta                         | Peso atleta | 1            | 2            | 3            | Pos.         | 1            | 2            | 3            | Pos.         | Totale |
| ---- | ------------------------------ | ----------- | ------------ | ------------ | ------------ | ------------ | ------------ | ------------ | ------------ | ------------ | ------ |
|      | Janko Rusev (BUL)              | 66.90       | 142.5        | 147.5        | 150.0        |              | 185.0        | 190.0        | 195.0        |              | 342.5  |
|      | Joachim Kunz (DDR)             | 67.30       | 145.0        | 150.0        | 150.0        |              | 185.0        | 190.0        | 195.0        |              | 335.0  |
|      | Minčo Pašov (BUL)              | 67.10       | 135.0        | 140.0        | 142.5        | 5            | 177.5        | 182.5        | 190.0        |              | 325.0  |
| 4    | Daniel Senet (FRA)             | 67.30       | 140.0        | 145.0        | 147.5        |              | 170.0        | 175.0        | 180.0        | 6            | 322.5  |
| 5    | Günter Ambraß (DDR)            | 66.85       | 135.0        | 135.0        | 140.0        | 6            | 175.0        | 180.0        | 185.0        | 4            | 320.0  |
| 6    | Zbigniew Kaczmarek (POL)       | 67.15       | 135.0        | 140.0        | 142.5        | 8            | 177.5        | 177.5        | 182.5        | 5            | 317.5  |
| 7    | Raúl González (CUB)            | 67.25       | 140.0        | 145.0        | 147.5        | 4            | 172.5        | 177.5        | 177.5        | 7            | 317.5  |
| 8    | Virgil Dociu (ROU)             | 67.10       | 135.0        | 140.0        | 142.5        | 7            | 170.0        | 170.0        | 175.0        | 8            | 310.0  |
| 9    | Dušan Drška (TCH)              | 67.00       | 130.0        | 130.0        | —            | 10           | 160.0        | 175.0        | 175.0        | 9            | 290.0  |
| 10   | Juhani Salakka (FIN)           | 66.65       | 125.0        | 130.0        | 130.0        | 9            | 152.5        | 157.5        | 157.5        | 14           | 282.5  |
| 11   | Basilios Stellios (AUS)        | 67.35       | 122.5        | 122.5        | 127.5        | 13           | 155.0        | 160.0        | 165.0        | 10           | 282.5  |
| 12   | Nicolas Lasorsa (FRA)          | 67.00       | 125.0        | 130.0        | 130.0        | 11           | 155.0        | 155.0        | 160.0        | 12           | 280.0  |
| 13   | Li Gwang-ju (PRK)              | 67.35       | 125.0        | 130.0        | 130.0        | 12           | 155.0        | 155.0        | 157.5        | 13           | 280.0  |
| 14   | Leo Isaac (GBR)                | 67.50       | 117.5        | 122.5        | 122.5        | 18           | 157.5        | 165.0        | 165.0        | 11           | 275.0  |
| 15   | Pavlos Lespouridis (GRE)       | 66.80       | 120.0        | 125.0        | 125.0        | 14           | 145.0        | 145.0        | 150.0        | 15           | 270.0  |
| 16   | Walter Legel (AUT)             | 66.95       | 120.0        | 125.0        | 125.0        | 15           | 150.0        | 155.0        | 155.0        | 16           | 270.0  |
| 17   | Mohammed Yaseen Mohammed (IRQ) | 67.40       | 120.0        | 125.0        | 125.0        | 16           | 145.0        | 155.0        | 155.0        | 18           | 270.0  |
| 18   | Alan Winterbourne (GBR)        | 67.35       | 117.5        | 117.5        | 117.5        | 17           | 150.0        | 160.0        | 160.0        | 17           | 267.5  |
| 19   | Andrés Santoyo (MEX)           | 59.60       | 115.0        | 115.0        | 120.0        | 19           | 145.0        | 155.0        | 155.0        | 20           | 260.0  |
| 20   | Sergio De Luca (SMR)           | 56.00       | 105.0        | 110.0        | 112.5        | 20           | 137.5        | 142.5        | 145.0        | 19           | 255.0  |

### Fino a 75 kg.
| Pos. | Atleta                          | Peso atleta | Strappo (kg) | Strappo (kg) | Strappo (kg) | Strappo (kg) | Slancio (kg) | Slancio (kg) | Slancio (kg) | Slancio (kg) | Totale |
| Pos. | Atleta                          | Peso atleta | 1            | 2            | 3            | Pos.         | 1            | 2            | 3            | Pos.         | Totale |
| ---- | ------------------------------- | ----------- | ------------ | ------------ | ------------ | ------------ | ------------ | ------------ | ------------ | ------------ | ------ |
|      | Asen Zlatev (BUL)               | 74.65       | 155.0        | 160.0        | 162.5        |              | 190.0        | 200.0        | 205.0        |              | 360.0  |
|      | Oleksandr Pervij (URS)          | 74.20       | 152.5        | 157.5        | 157.5        |              | 190.0        | 200.0        | 205.0        |              | 357.5  |
|      | Nedelčo Kolev (BUL)             | 73.90       | 152.5        | 157.5        | 162.5        |              | 187.5        | 195.0        | 197.5        |              | 345.0  |
| 4    | Julio Echenique (CUB)           | 73.35       | 145.0        | 150.0        | 150.0        | 5            | 182.5        | 187.5        | 187.5        | 4            | 327.5  |
| 5    | Dragomir Cioroslan (ROU)        | 74.65       | 140.0        | 145.0        | 145.0        | 7            | 182.5        | 190.0        | 190.0        | 5            | 322.5  |
| 6    | Tapio Kinnunen (FIN)            | 74.10       | 142.5        | 147.5        | 147.5        | 6            | 172.5        | 177.5        | 180.0        | 6            | 320.0  |
| 7    | Bertil Sollevi (SWE)            | 74.75       | 130.0        | 135.0        | 137.5        | 8            | 172.5        | 177.5        | 177.5        | 7            | 310.0  |
| 8    | Newton Burrowes (GBR)           | 74.85       | 130.0        | 135.0        | 135.0        | 12           | 167.5        | 172.5        | 172.5        | 8            | 302.5  |
| 9    | Rogelio Weatherbee (MEX)        | 74.85       | 130.0        | 135.0        | 135.0        | 10           | 160.0        | 165.0        | 170.0        | 10           | 300.0  |
| 10   | Vincenzo Pedicone (ITA)         | 73.70       | 130.0        | 130.0        | 135.0        | 11           | 160.0        | 165.0        | 167.5        | 9            | 295.0  |
| 11   | Kevin Kennedy (GBR)             | 74.00       | 130.0        | 140.0        | 140.0        | 9            | 160.0        | 165.0        | 165.0        | 12           | 295.0  |
| 12   | Dušan Mirković (YUG)            | 74.45       | 127.5        | 132.5        | 132.5        | 14           | 162.5        | 170.0        | 170.0        | 11           | 290.0  |
| 13   | Damdinsürengijn Boldbajar (MGL) | 73.90       | 127.5        | 127.5        | 127.5        | 13           | 155.0        | 162.5        | 162.5        | 13           | 282.5  |
| 14   | Sampson Cosmas (NGR)            | 74.80       | 110.0        | 115.0        | 117.5        | 15           | 140.0        | 140.0        | 145.0        | 14           | 255.0  |
| —    | Günter Schliwka (DDR)           | 73.50       | 145.0        | 150.0        | 150.0        | 4            | 187.5        | 187.5        | 187.5        | —            | —      |
| —    | Mohamed Tarabulsi (LBN)         | 74.75       | 142.5        | 142.5        | 142.5        | —            | —            | —            | —            | —            | —      |

### Fino a 82,5 kg.
| Pos. | Atleta                        | Peso atleta | Strappo (kg) | Strappo (kg) | Strappo (kg) | Strappo (kg) | Slancio (kg) | Slancio (kg) | Slancio (kg) | Slancio (kg) | Totale |
| Pos. | Atleta                        | Peso atleta | 1            | 2            | 3            | Pos.         | 1            | 2            | 3            | Pos.         | Totale |
| ---- | ----------------------------- | ----------- | ------------ | ------------ | ------------ | ------------ | ------------ | ------------ | ------------ | ------------ | ------ |
|      | Jurij Vardanjan (URS)         | 81.70       | 165.0        | 172.5        | 177.5        |              | 205.0        | 215.5        | 222.5        |              | 400.0  |
|      | Blagoj Blagoev (BUL)          | 81.60       | 165.0        | 170.0        | 175.0        |              | 192.5        | 197.5        | —            | 5            | 372.5  |
|      | Dušan Poliačik (TCH)          | 82.00       | 155.0        | 160.0        | 160.0        |              | 200.0        | 205.0        | 207.5        |              | 367.5  |
| 4    | Jan Lisowski (POL)            | 81.85       | 150.0        | 155.0        | 155.0        | 8            | 197.5        | 205.0        | 210.0        |              | 355.0  |
| 5    | Krasimir Drandarov (BUL)      | 81.95       | 150.0        | 155.0        | 155.0        | 5            | 200.0        | 205.0        | 212.5        | 4            | 355.0  |
| 6    | Paweł Rabczewski (POL)        | 82.30       | 155.0        | 160          | 160.0        | 6            | 195.0        | 195.0        | 202.5        | 6            | 350.0  |
| 7    | Detlef Blasche (DDR)          | 80.95       | 152.5        | 152.5        | 157.5        | 7            | 192.5        | 197.5        | 197.5        | 7            | 345.0  |
| 8    | Juhani Avellan (FIN)          | 82.35       | 150.0        | 155.0        | —            | 9            | 182.5        | 182.5        | 190.0        | 10           | 332.5  |
| 9    | Vladimir Zrnić (YUG)          | 82.30       | 137.5        | 142.5        | 142.5        | 13           | 180.0        | 187.5        | 187.5        | 8            | 330.0  |
| 10   | Stefan Jonsson (SWE)          | 82.35       | 137.5        | 142.5        | 142.5        | 14           | 180.0        | 185.0        | 187.5        | 9            | 327.5  |
| 11   | Talal Hasun Abdul Kader (IRQ) | 81.55       | 137.5        | 142.5        | 145.0        | 11           | 177.5        | 182.5        | 182.5        | 11           | 322.5  |
| 12   | Erling Johansen (DEN)         | 81.40       | 142.5        | 147.5        | 150.0        | 10           | 170.0        | 175.0        | 175.0        | 14           | 317.5  |
| 13   | Stephen Pinsent (GBR)         | 79.50       | 135.0        | 135.0        | 140.0        | 15           | 170.0        | 175.0        | 175.0        | 13           | 305.0  |
| 14   | Salem Ajjoub (SYR)            | 82.50       | 127.5        | 132.5        | 132.5        | 16           | 170.0        | 175.0        | 177.5        | 12           | 302.5  |
| —    | Petre Dumitru (ROU)           | 81.90       | 155.0        | 160.0        | 160.0        | 4            | 190.0        | 190.0        | 190.0        | —            | —      |
| —    | Robert Kabbas (AUS)           | 81.60       | 142.5        | 147.5        | 147.5        | 12           | 182.5        | 182.5        | 182.5        | —            | —      |
| —    | Þorsteinn Leifsson (ISL)      | 82.40       | 125.0        | 130.0        | 130.0        | 17           | 160.0        | 160.0        | 160.0        | —            | —      |
| —    | Bertalan Mandzák (HUN)        | 81.80       | 155.0        | 155.0        | 155.0        | —            | —            | —            | —            | —            | —      |
| —    | Serge Van Cottom (BEL)        | 81.55       | 132.5        | 132.5        | 132.5        | —            | —            | —            | —            | —            | —      |

### Fino a 90 kg.
| Pos. | Atleta                    | Peso atleta | Strappo (kg) | Strappo (kg) | Strappo (kg) | Strappo (kg) | Slancio (kg) | Slancio (kg) | Slancio (kg) | Slancio (kg) | Totale |
| Pos. | Atleta                    | Peso atleta | 1            | 2            | 3            | Pos.         | 1            | 2            | 3            | Pos.         | Totale |
| ---- | ------------------------- | ----------- | ------------ | ------------ | ------------ | ------------ | ------------ | ------------ | ------------ | ------------ | ------ |
|      | Péter Baczakó (HUN)       | 89.10       | 162.5        | 167.5        | 170.0        |              | 202.5        | 207.5        | 210.0        |              | 377.5  |
|      | Rumen Aleksandrov (BUL)   | 89.40       | 165.0        | 165.0        | 170.0        |              | 205.0        | 210.0        | 210.0        |              | 375.0  |
|      | Frank Mantek (DDR)        | 88.75       | 160.0        | 165.0        | 167.5        |              | 200.0        | 205.0        | 205.0        |              | 370.0  |
| 4    | Dalibor Řehák (TCH)       | 89.50       | 165.0        | 170.0        | 170.0        | 5            | 195.0        | 200.0        | 200.0        | 5            | 365.0  |
| 5    | Witold Walo (POL)         | 88.30       | 160.0        | 160.0        | 165.0        | 6            | 200.0        | 205.0        | 205.0        | 4            | 360.0  |
| 6    | Lubomír Sršeň (TCH)       | 89.40       | 160.0        | 160.0        | 165.0        | 8            | 197.5        | 207.5        | 207.5        | 6            | 357.5  |
| 7    | Vasile Groapă (ROU)       | 89.25       | 155.0        | 155.0        | 160.0        | 7            | 195.0        | 200.0        | 200.0        | 8            | 355.0  |
| 8    | Nikos Iliadis (GRE)       | 88.20       | 150.0        | 150.0        | 155.0        | 9            | 180.0        | 190.0        | 195.0        | 7            | 345.0  |
| 9    | Gary Langford (GBR)       | 89.05       | 150.0        | 157.5        | 157.5        | 10           | 180.0        | 180.0        | 192.5        | 9            | 330.0  |
| 10   | Norberto Oberburger (ITA) | 89.30       | 147.5        | 147.5        | 152.5        | 11           | 167.5        | 172.5        | 172.5        | 11           | 315.0  |
| 11   | Luis Rosito (GUA)         | 88.15       | 132.5        | 132.5        | 137.5        | 15           | 170.0        | 175.0        | 182.5        | 10           | 307.5  |
| 12   | Víctor Ruiz (MEX)         | 85.00       | 135.0        | 140.0        | 140.0        | 13           | 165.0        | 165.0        | 172.5        | 12           | 300.0  |
| 13   | Guðmundur Helgason (ISL)  | 86.25       | 135.0        | 135.0        | 140.0        | 14           | 160.0        | 165.0        | 165.0        | 13           | 295.0  |
| —    | Ferenc Antalovics (HUN)   | 89.35       | 157.5        | 162.5        | 165.0        | 4            | 197.5        | 197.5        | 197.5        | —            | —      |
| —    | Luigi Fratangelo (AUS)    | 89.30       | 137.5        | 142.5        | 142.5        | 12           | 172.5        | 172.5        | 172.5        | —            | —      |
| —    | David Rigert (URS)        | 89.10       | 170.0        | 170.0        | 170.0        | —            | —            | —            | —            | —            | —      |
| —    | Hugo De Grauwe (BEL)      | 89.60       | 140.0        | 140.0        | 140.0        | —            | —            | —            | —            | —            | —      |
| —    | Sann Myint (MMR)          | 89.70       | 125.0        | 125.0        | 125.0        | —            | —            | —            | —            | —            | —      |

### Fino a 100 kg.
| Pos. | Atleta                   | Peso atleta | Strappo (kg) | Strappo (kg) | Strappo (kg) | Strappo (kg) | Slancio (kg) | Slancio (kg) | Slancio (kg) | Slancio (kg) | Totale |
| Pos. | Atleta                   | Peso atleta | 1            | 2            | 3            | Pos.         | 1            | 2            | 3            | Pos.         | Totale |
| ---- | ------------------------ | ----------- | ------------ | ------------ | ------------ | ------------ | ------------ | ------------ | ------------ | ------------ | ------ |
|      | Ota Zaremba (TCH)        | 99.15       | 175.0        | 180.0        | 180.0        |              | 205.0        | 210.0        | 215.0        |              | 395.0  |
|      | Igor' Nikitin (URS)      | 99.25       | 167.5        | 175.0        | 177.5        |              | 210.0        | 215.0        | 220.0        |              | 392.5  |
|      | Alberto Blanco (CUB)     | 98.15       | 167.5        | 172.5        | 175.0        | 5            | 207.5        | 212.5        | 220.0        | 4            | 385.0  |
| 4    | Michael Hennig (DDR)     | 98.35       | 165.0        | 170.0        | 170.0        | 8            | 212.5        | 217.5        | 222.5        |              | 382.5  |
| 5    | János Sólyomvári (HUN)   | 98.25       | 175.0        | 175.0        | 180.0        |              | 205.0        | 205.0        | 212.5        | 7            | 380.0  |
| 6    | Manfred Funke (DDR)      | 98.65       | 170.0        | 175.0        | 175.0        | 6            | 207.5        | 212.5        | 212.5        | 6            | 377.5  |
| 7    | Anton Baraniak (TCH)     | 98.90       | 160.0        | 160.0        | 165.0        | 9            | 210.0        | 217.5        | 217.5        | 5            | 375.0  |
| 8    | László Varga (HUN)       | 97.15       | 167.5        | 172.5        | 175.0        | 4            | 195.0        | 200.0        | 200.0        | 9            | 367.5  |
| 9    | Michael Persson (SWE)    | 97.90       | 152.5        | 157.5        | 160.0        | 10           | 192.5        | 197.5        | 200.0        | 8            | 360.0  |
| 10   | Pekka Niemi (FIN)        | 99.35       | 150.0        | 155.0        | 155.0        | 12           | 192.5        | 192.5        | 207.5        | 10           | 347.5  |
| 11   | John Burns (GBR)         | 99.80       | 157.5        | 157.5        | 162.5        | 11           | 180.0        | 190.0        | 190.0        | 13           | 337.5  |
| 12   | Birgir Borgþórsson (ISL) | 95.95       | 142.5        | 147.5        | 150.0        | 13           | 182.5        | 187.5        | 187.5        | 11           | 330.0  |
| 13   | Omar Jusufi (ALG)        | 98.55       | 132.5        | 132.5        | 140.0        | 15           | 172.5        | 180.0        | 185.0        | 12           | 320.0  |
| 14   | Addison Dale (ZWE)       | 91.35       | 100.0        | 105.0        | 105.0        | 16           | 125.0        | 130.0        | 130.0        | 14           | 225.0  |
| —    | Plamen Asparuhov (BUL)   | 99.60       | 170.0        | 175.0        | 175.0        | 7            | 205.0        | 205.0        | 205.0        | —            | —      |
| —    | Raef Ftouni (LBY)        | 96.40       | 132.5        | 132.5        | 140.0        | 14           | 170.0        | 170.0        | 170.0        | —            | —      |
| —    | Franz Strizik (AUT)      | 98.55       | 155.0        | 155.0        | 155.0        | —            | —            | —            | —            | —            | —      |
| —    | Michel Broillet (SUI)    | 95.10       | —            | —            | —            | —            | —            | —            | —            | —            | —      |

### Fino a 110 kg.
| Pos. | Atleta                        | Peso atleta | Strappo (kg) | Strappo (kg) | Strappo (kg) | Strappo (kg) | Slancio (kg) | Slancio (kg) | Slancio (kg) | Slancio (kg) | Totale |
| Pos. | Atleta                        | Peso atleta | 1            | 2            | 3            | Pos.         | 1            | 2            | 3            | Pos.         | Totale |
| ---- | ----------------------------- | ----------- | ------------ | ------------ | ------------ | ------------ | ------------ | ------------ | ------------ | ------------ | ------ |
|      | Leonid Taranenko (URS)        | 109.90      | 182.5        | 182.5        | 190.0        |              | 220.0        | 235.0        | 240.0        |              | 422.5  |
|      | Valentin Hristov (BUL)        | 109.55      | 177.5        | 182.5        | 185.0        |              | 220.0        | 235.0        | 235.0        |              | 405.0  |
|      | György Szalai (HUN)           | 108.10      | 167.5        | 167.5        | 172.5        |              | 212.5        | 217.5        | 225.0        |              | 390.0  |
| 4    | Leif Nilsson (SWE)            | 108.70      | 167.5        | 167.5        | 172.5        | 5            | 212.5        | 212.5        | 225.0        | 4            | 380.0  |
| 5    | Vinzenz Hörtnagl (AUT)        | 108.50      | 165.0        | 170.0        | 172.5        | 4            | 202.5        | 210.0        | 210.0        | 5            | 372.5  |
| 6    | Ștefan Tașnadi (ROU)          | 108.45      | 165.0        | 170.0        | 170.0        | 6            | 195.0        | 207.5        | 207.5        | 6            | 360.0  |
| 7    | Donald Mitchell (AUS)         | 109.10      | 157.5        | 162.5        | 167.5        | 7            | 185.0        | 190.0        | 190.0        | 9            | 352.5  |
| 8    | Dimitrios Zarzavatsidis (GRE) | 109.20      | 150.0        | 155.0        | 160.0        | 8            | 192.5        | 200.0        | 200.0        | 7            | 347.5  |
| 9    | Viktor Sirkiä (FIN)           | 109.50      | 150.0        | 155.0        | 155.0        | 9            | 192.5        | 192.5        | 192.5        | 8            | 342.5  |
| 10   | Andy Drzewiecki (GBR)         | 107.05      | 140.0        | 140.0        | 145.0        | 10           | 175.0        | 180.0        | 185.0        | 10           | 320.0  |
| 11   | Ali Abdul Kader Maneer (IRQ)  | 101.90      | 135.0        | 145.0        | 145.0        | 11           | 160.0        | 165.0        | —            | 11           | 300.0  |
| 12   | Mario Rodríguez (DOM)         | 106.05      | 117.5        | 125.0        | 135.0        | 12           | 155.0        | 162.5        | 170.0        | 12           | 287.5  |
| —    | Pavel Khek (TCH)              | 108.90      | 175.0        | 175.0        | 177.5        | —            | —            | —            | —            | —            | —      |

### Oltre i 110 kg.
| Pos. | Atleta                   | Peso atleta | Strappo (kg) | Strappo (kg) | Strappo (kg) | Strappo (kg) | Slancio (kg) | Slancio (kg) | Slancio (kg) | Slancio (kg) | Totale |
| Pos. | Atleta                   | Peso atleta | 1            | 2            | 3            | Pos.         | 1            | 2            | 3            | Pos.         | Totale |
| ---- | ------------------------ | ----------- | ------------ | ------------ | ------------ | ------------ | ------------ | ------------ | ------------ | ------------ | ------ |
|      | Sultan Rachmanov (URS)   | 145.25      | 185.0        | 190.0        | 195.0        |              | 230.0        | 237.5        | 245.0        |              | 440.0  |
|      | Jürgen Heuser (DDR)      | 133.95      | 182.5        | 182.5        | 187.5        |              | 227.5        | 227.5        | 242.5        |              | 410.0  |
|      | Tadeusz Rutkowski (POL)  | 124.90      | 175.0        | 180.0        | 182.5        | 4            | 222.5        | 227.5        | 230.0        |              | 407.5  |
| 4    | Rudolf Strejček (TCH)    | 133.10      | 182.5        | 187.5        | 187.5        |              | 220.0        | 225.0        | 225.0        | 4            | 402.5  |
| 5    | Bohuslav Braum (TCH)     | 148.45      | 180.0        | 180.0        | 180.0        | 5            | 212.5        | 217.5        | 222.5        | 6            | 397.5  |
| 6    | Francisco Méndez (CUB)   | 134.30      | 175.0        | 180.0        | 180.0        | 6            | 220.0        | 230.0        | 230.0        | 5            | 395.0  |
| 7    | Robert Skolimowski (POL) | 148.50      | 175.0        | 175.0        | 180.0        | 7            | 210.0        | 222.5        | 222.5        | 7            | 385.0  |
| 8    | Talal Najjar (SYR)       | 133.30      | 145.0        | 152.5        | 157.5        | 9            | 200.0        | 205.0        | 207.5        | 8            | 362.5  |
| —    | Jouko Leppä (FIN)        | 149.70      | 150.0        | 155.0        | 160.0        | 8            | 210.0        | 210.0        | 210.0        | —            | —      |
| —    | Marin Parapancea (ROU)   | 115.30      | 162.5        | 162.5        | 162.5        | —            | —            | —            | —            | —            | —      |
| —    | Gerardo Fernández (CUB)  | 128.00      | 170.0        | 170.0        | 170.0        | —            | —            | —            | —            | —            | —      |
| —    | Vasilij Alekseev (URS)   | 161.75      | 180.0        | 180.0        | 180.0        | —            | —            | —            | —            | —            | —      |